# Principauté de Mingrélie
1557–1867
Entités précédentes :
- Royaume d'Iméréthie

Entités suivantes :
- Empire russe

La principauté de Mingrélie (en géorgien : სამეგრელოს სამთავრო; Samegrelos samtavro), aussi connu sous le nom d'Odishi (en géorgien : აოდიში) ou de Samegrelo (en géorgien : სამეგრელო), était un état du Caucase dirigé par la dynastie des Dadiani.

## Histoire
La principauté émerge à la suite d'un pacte de non-agression entre Constantin II de Khartli, Alexandre Ier de Kakhétie et Qvarqvaré II de Samtskhé, pour diviser le Royaume de Géorgie en trois royaumes et quelques principautés. En 1557, la Mingrélie devient un principauté, avec Léon Ier comme premier prince héréditaire (Mtavari). Elle devient indépendant jusqu'à ce qu'elle devient vassale de l'Empire russe, en 1803. Un traité avait été signé cette année-là entre le Russie et la Mingrélie pour que la Russie protège la principauté de ses voisins, l'Iméréthie et l'Abkhazie, en l'échange duquel elle devenait sa vassale. La principauté est abolie en 1867 par la Russie, qui dépose son dernier prince, Nicolas Ier. Ce dernier a renoncé à ses droits en 1868 et la Mingrélie devient donc un district russe jusqu'en 1917.